# Retin Obasohan
Retin Obasohan, né le 6 juillet 1993 à Anvers, Région flamande, est un joueur belge de basket-ball. Il évolue au poste de meneur ou d'arrière (combo guard).

## Biographie
Pour la saison 2010-2011, Obasohan joue dans l'équipe amateur de Kangoeroes Boom en seconde division du championnat belge.

### Carrière universitaire
Il passe cinq années universitaires à l'université de l'Alabama où il joue pour le Crimson Tide entre 2012 et 2016, ne jouant pas lors de la saison 2011-2012.

### Carrière professionnelle
Le 23 juin 2016, lors de la draft 2016 de la NBA, automatiquement éligible, il n'est pas sélectionné. Le 28 juin 2016, il signe un contrat avec les Kings de Sacramento avec qui il participe à la NBA Summer League 2016. En quatre matches (dont deux titularisations), il a des moyennes de 9 points, 3 rebonds, 1,75 passes décisives et 2 interceptions en 25,1 minutes par match.
Le 5 août 2016, il signe son premier contrat professionnel en Italie au Sidigas Avellino qui joue en Lega Basket Serie A. Le 18 octobre 2016, il est nommé MVP de la 3e journée du championnat italien grâce après la victoire contre Pistoia qu'il termine avec 19 points (6 sur 11 à deux points, 7 sur 9 aux lancers-francs), 6 rebonds, 5 interceptions, 3 passes décisives et 7 fautes provoquées en 32 minutes.
Lors de la saison 2021-2022, Obasohan joue avec l'Hapoël Jérusalem. Il termine le championnat avec des moyennes de 16,8 points (6e meilleur marqueur) et 5,1 passes décisives (5e meilleur passeur du championnat). Il réussit aussi 41 % de ses tirs à trois points.
En juillet 2022, Obasohan s'engage avec le champion de France, l'ASVEL Lyon-Villeurbanne.
En juillet 2023, Obasohan rejoint le club italien de Derthona Basket (en) qui évolue en première division et participe à la Ligue des champions.

## Palmarès
- First-team All-SEC (2016)
- SEC All-Defensive Team (2016)
- Vainqueur de la Leaders Cup 2023 avec l'ASVEL Lyon-Villeurbanne

## Statistiques

### Universitaires
| Saison    | Équipe  | Matchs | Titul. | Min./m | % Tir | % 3pts | % LF | Rbds/m. | Pass/m. | Int/m. | Ctr/m. | Pts/m. |
| --------- | ------- | ------ | ------ | ------ | ----- | ------ | ---- | ------- | ------- | ------ | ------ | ------ |
| 2012-2013 | Alabama | 31     | 1      | 13,0   | 37,4  | 28,6   | 77,1 | 1,35    | 0,74    | 0,87   | 0,26   | 3,90   |
| 2013-2014 | Alabama | 30     | 20     | 28,7   | 38,1  | 24,6   | 66,7 | 3,00    | 1,60    | 1,80   | 0,97   | 9,47   |
| 2014-2015 | Alabama | 31     | 12     | 19,5   | 44,7  | 37,8   | 60,6 | 2,87    | 0,77    | 0,90   | 0,52   | 6,16   |
| 2015-2016 | Alabama | 33     | 33     | 32,3   | 47,1  | 37,2   | 69,9 | 3,82    | 2,64    | 1,36   | 0,30   | 17,58  |
| Total     | Total   | 125    | 66     | 23,5   | 43,3  | 33,5   | 68,3 | 2,78    | 1,46    | 1,23   | 0,50   | 9,41   |

### Professionnelles
| Saison    | Équipe                    | Matchs | Titul. | Min./m | % Tir | % 3pts | % LF | Rbds/m. | Pass/m. | Int/m. | Ctr/m. | Pts/m. |
| --------- | ------------------------- | ------ | ------ | ------ | ----- | ------ | ---- | ------- | ------- | ------ | ------ | ------ |
| 2016-2017 | Sidigas Avellino (Lega A) | 6      | 5      | 17,5   | 30,3  | 20,0   | 60,9 | 1,50    | 2,33    | 1,17   | 0,33   | 6,00   |

Mise à jour le 8 novembre 2016